# Heiner Sandig
Heiner Sandig (* 12. Juni 1945 in Niederneuschönberg) ist ein deutscher Pfarrer und Politiker (CDU). Er war ab 1990 bis 2004 und 2008/2009 Mitglied des Sächsischen Landtags und von 1992 bis 2004 Sächsischer Ausländerbeauftragter.

## Leben
Der in Niederneuschönberg im Erzgebirge aufgewachsene Sandig wurde aus politischen Gründen von der Erweiterten Oberschule verwiesen. Er legte sein Abitur am Kirchlichen Proseminar Moritzburg ab (Vorseminar) und studierte von 1963 bis 1968 an der Theologischen Fakultät Leipzig evangelische Theologie. Nach Vorbereitungsdienst und zweitem theologischen Examen war er ab 1971 bis 1990 Gemeindepfarrer in Gröditz und Nauwalde. Heiner Sandig war Mitglied der Evangelisch-Lutherischen Landessynode Sachsens. 2005 in den Ruhestand versetzt, ist der Theologe weiterhin ehrenamtlicher Pfarrer der Kirchgemeinde Streumen und Mitglied des Vorstandes des Kirchspiels Zeithain.
Heiner Sandig ist verheiratet und hat drei Kinder, seine Tochter Ulrike Almut Sandig ist Schriftstellerin.

## Politik
Nach der Wende 1989 trat Sandig in die CDU ein und wurde Anfang 1990 Kreisvorsitzender der Riesaer CDU. Er wurde 1990 über den Wahlkreis 20 in den Sächsischen Landtag gewählt und konnte bei den folgenden Landtagswahlen in Sachsen 1994 und 1999 ein Direktmandat im Wahlkreis 37 erringen. In der ersten und zweiten Legislaturperiode war er ein Vizepräsident des Sächsischen Landtages. Das Amt des Ausländerbeauftragten von Sachsen hatte der Politiker von 1992 bis 2004 inne. Sandig ist Vorsitzender des Anstaltsbeirates der Justizvollzugsanstalt Zeithain. Er ist seit 2007 Mitglied im Bundesvorstand und Vorsitzender des Landesvorstandes des Evangelischen Arbeitskreises der CDU.
Im Februar 2008 rückte er für den ausgeschiedenen Abgeordneten Thomas Pietzsch erneut in den Landtag nach. Im Landtag war Heiner Sandig Mitglied im Ausschuss für Soziales, Gesundheit, Familie, Frauen und Jugend, dem Petitionsausschuss und dem 2. Untersuchungsausschuss der 4. Wahlperiode. Bei der Landtagswahl 2009 trat er nicht wieder als Kandidat an und schied folglich im September 2009 aus dem Landtag aus.
Am 27. Mai 2002 wurde Heiner Sandig von Landtagspräsident Erich Iltgen die Sächsische Verfassungsmedaille verliehen.